# Élections législatives allemandes de 1903
Les élections législatives allemandes de 1903 permettent d'élire pour la 11e fois les députés du Reichstag. Elles ont lieu le 16 juin 1903. La participation atteint 76 %, ce qui est significativement plus élevé qu'aux élections précédentes.
Les partis du cartel que sont les partis conservateur, conservateur libre et national-libéral, ainsi que le Zentrum restent relativement stables. Ces partis ont soutenu en général la politique du chancelier Bernhard von Bülow.
Comme aux élections précédentes, les sociaux-démocrates progressent une nouvelle fois, et reçoivent le plus de suffrages, mais ne sont que la seconde force politique derrière le Zentrum. Les perdants de l'élection sont les libéraux de gauche et les petits partis.
Au parlement, les sociaux-démocrates s'opposent à la politique du gouvernement. Ils critiquent la politique extérieure de l'Allemagne marquée alors par la crise de Tanger et l'armement généralisé en Europe. Avec les libéraux de gauche, ils réclament également des réformes intérieures. Une proposition pour mettre fin au système électoral prussien des trois classes ne parvient pas à s'imposer. Ils parviennent toutefois à doter les députés d'un salaire en 1906. Les sociaux-démocrates avaient beaucoup souffert de ce manque à cause des origines sociales de leurs députés.
Fin 1906, le parlement est dissous.

## Résultats
| Famille politique | Famille politique | Parti                         | Parti | Voix       | Voix   | Voix             | Sièges | Sièges | Sièges          |
| Famille politique | Famille politique | Parti                         | Parti | en million | en %   | comparées à 1898 | nb     | en %   | comparés à 1898 |
| ----------------- | ----------------- | ----------------------------- | ----- | ---------- | ------ | ---------------- | ------ | ------ | --------------- |
| Conservateur      | Conservateur      | Conservateur                  |       | 0,948      | 10,0 % | −1,1             | 54     | 13,6 % | −2              |
| Conservateur      | Conservateur      | Conservateur libre            |       | 0,333      | 3,5 %  | −0,9             | 21     | 5,3 %  | −1              |
| Libéraux          | Droit             | National-libéral              |       | 1,317      | 13,9 % | +1,4             | 51     | 12,8 % | +3              |
| Libéraux          | Modéré            | Union radicale (FVg)          |       | 0,243      | 2,6 %  | +0,1             | 9      | 2,3 %  | −4              |
| Libéraux          | Gauche            | Parti populaire radical (FVp) |       | 0,538      | 5,7 %  | −1,5             | 21     | 5,3 %  | −8              |
| Libéraux          | Gauche            | Populaire                     |       | 0,091      | 1,0 %  | −0,4             | 6      | 1,5 %  | −2              |
| Catholique        | Catholique        | Zentrum                       |       | 1,875      | 19,7 % | +0,9             | 100    | 25,2 % | −2              |
| Socialiste        | Socialiste        | Sociaux-démocrates (SPD)      |       | 3,011      | 31,7 % | +4,5             | 81     | 20,4 % | +25             |
| Autres            | Autres            | Minorité1)                    |       | 0,559      | 5,9 %  | −0,2             | 32     | 8,1 %  | −3              |
| Autres            | Autres            | Partis agricoles2)            |       | 0,230      | 2,4 %  | −0,8             | 8      | 2,0 %  | −3              |
| Autres            | Autres            | Antisémites3)                 |       | 0,245      | 2,6 %  | −1,1             | 11     | 2,8 %  | −2              |
| Autres            | Autres            | Divers4)                      |       | 0,104      | 1,1 %  | −0,8             | 3      | 0,6 %  | −1              |
| Total             | Total             | Total                         | Total | 9,496      | 100 %  |                  | 397    | 100 %  |                 |

Notes:
- 1) En détail: Welf 6 (-3), Polonais 16 (+2), Danois 1 (±0), Alsace-Lorraine 9 (-1)
- 2) En détail: Fédération des agriculteurs 4 (-2), Fédération paysanne bavaroise 3 (-2), Fédération paysanne wurtembergeoise 1 (+1)
- 3) En détail: Parti allemand de la réforme 6 (+6), Parti social allemand 3 (+3), Parti chrétien-social 2 (+1)
- 4) En détail: Association nationale-sociale 1 (+1), Divers 2 (−2)

## Groupes parlementaires
Tous les députés ne rejoignent pas le groupe parlementaire de leur parti, certains restent également sans groupe parlementaire. Les députés Welf viennent s'ajouter au groupe Zentrum. Le député Hufnagel élu pour la fédération agricole rejoint le groupe des conservateurs. Les autres membres de la fédération agricole rejoignent les sociaux-allemands et chrétiens-sociaux. Les membres de la fédération paysanne bavaroise rejoignent le groupe de l'union économique. Les effectifs des différents groupes parlementaires sont les suivants :
| Zentrum                      | 101 |
| Sociaux-démocrates (SPD)     | 81  |
| Conservateur                 | 52  |
| National-libéral             | 50  |
| Parti populaire radical      | 21  |
| Conservateur libre           | 20  |
| Polonais                     | 16  |
| Union économique             | 12  |
| Union radicale               | 10  |
| Parti allemand de la réforme | 6   |
| Parti populaire              | 6   |
| Indépendants                 | 22  |